# Chamaedorea microspadix
Chamaedorea microspadix är en enhjärtbladig växtart som beskrevs av Karl Ewald Maximilian Burret. Chamaedorea microspadix ingår i släktet Chamaedorea och familjen Arecaceae. Inga underarter finns listade i Catalogue of Life.

## Bildgalleri

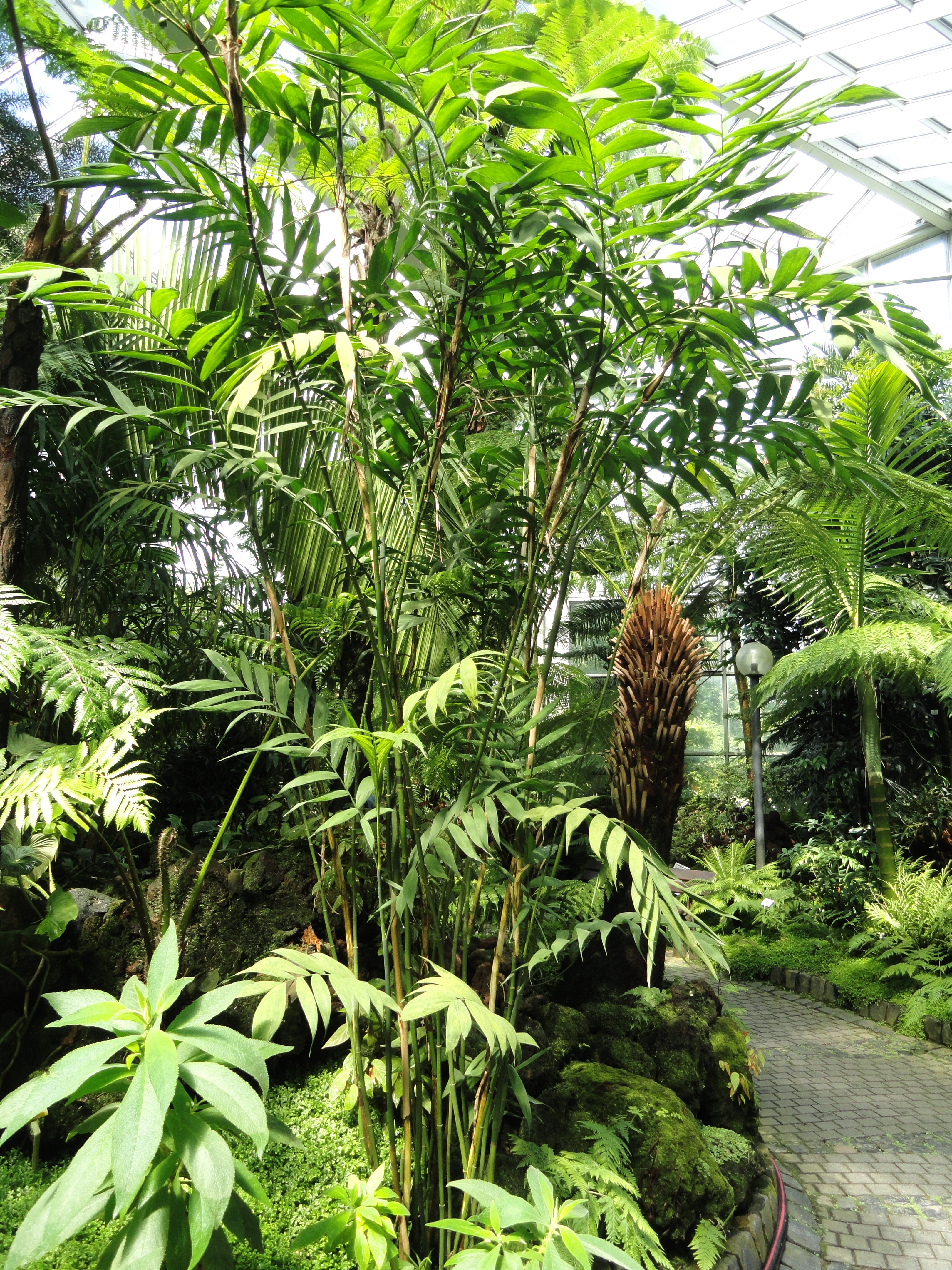
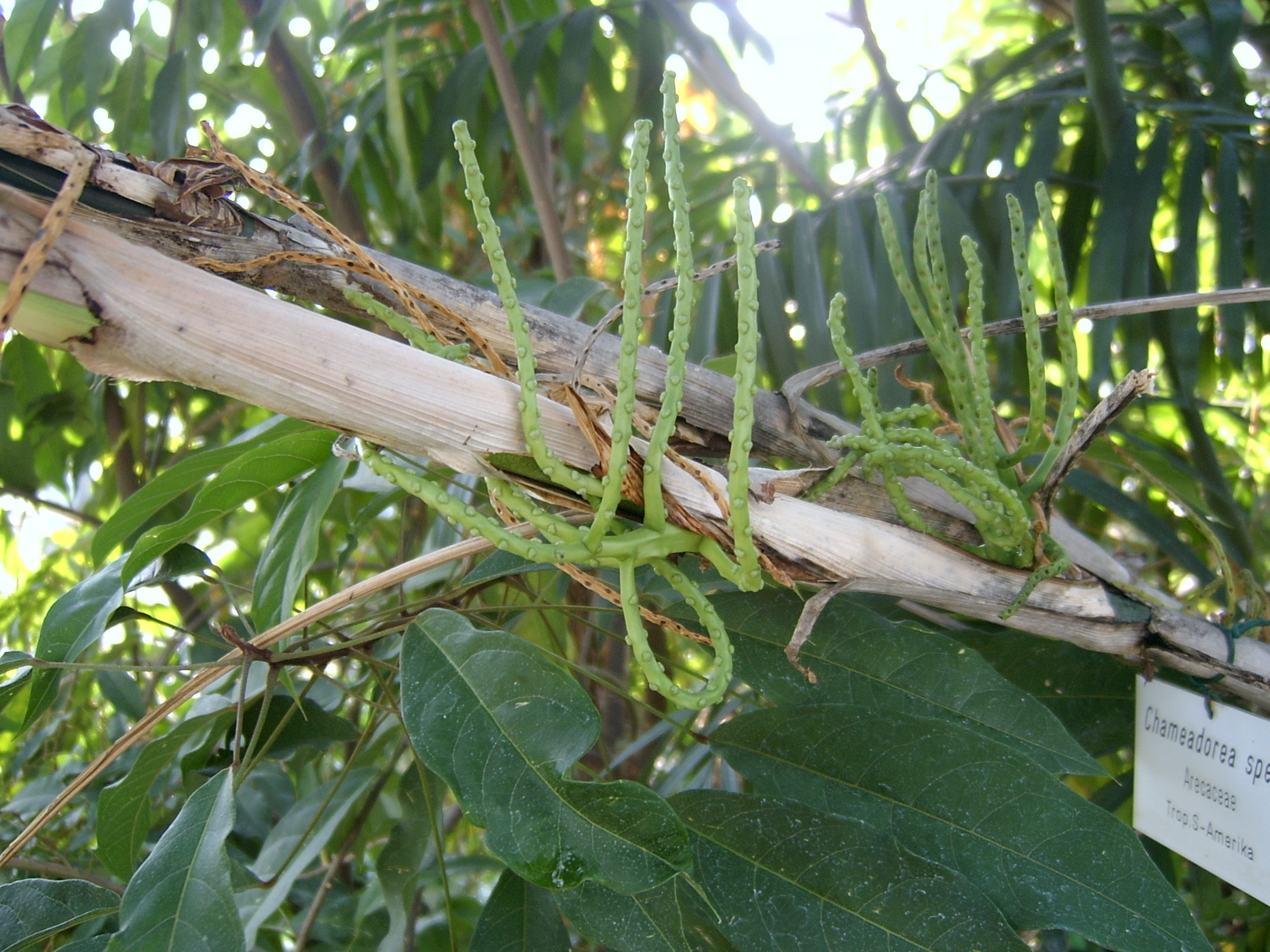